# Sinumelon pedasum
Sinumelon pedasum är en snäckart som beskrevs av Tom Iredale 1937. Sinumelon pedasum ingår i släktet Sinumelon och familjen Camaenidae. Inga underarter finns listade i Catalogue of Life.